# Kaltinwil
Kaltinwil ist eine Wüstung auf dem Gebiet der Gemeinde Allmendingen im Alb-Donau-Kreis in Baden-Württemberg.
Der abgegangene Ort Kaltinwil, der auf der Gemarkung Grötzingen liegt, wurde um 1220 als „Caltiwil“ erwähnt. Der Ort wird im 14. Jahrhundert nicht mehr erwähnt.  